# Torsten Åkesson
Torsten Åkesson, född den 7 november 1954, är en svensk fysiker och professor i partikelfysik vid Lunds universitet.
Åkesson tog gymnasieexamen vid Österportskolan i Ystad och blev därefter civilingenjör med inriktning Teknisk fysik vid Lunds Tekniska Högskola.
Åkesson disputerade inom området fysik vid Lunds Universitet 1986 med Guy von Dardel som handledare. Hans avhandling handlade om så kallade jets, det vill säga hur kvarkar manifesteras som kollimerade partikelskurar. Efter avhandlingen fortsatte han att forska om jets, bland annat vid den europeiska organisationen för kärnforskning (CERN). Där var han under 1996–2005 även med i ledningsgruppen för uppbyggnaden av det internationella ATLAS-samarbetet som bland annat upptäckte Higgsbosonen. Under 2005–2006 var han ordförande för European Committee for Future Accelerators (ECFA) och ledde arbetet att ta fram en europeisk strategi för partikelfysik. Åren 2007–2009 var han ordförande för CERN-rådet, där ett av hans största mål var att få igång deras partikelaccelerator och påbörja experimenten vid LHC.
Åkesson är invald som ledamot i Kungliga Vetenskapsakademien samt Kungliga Fysiografiska Sällskapet i Lund. 2012-2018 var han föreståndare för avdelningen för partikelfysik vid fysiska institutionen, Lunds Universitet. 
Han är sedan 2019 en av talespersonerna för det föreslagna experimentet LDMX.